# بعادوين
بعادوين (بالصومالية: Bacaadweyn) هي مدينة تقع في شمال وسط محافظة مدج في الصومال، تشتهر بالزراعة، وتتبع إداريا لولاية بونتلاند المتمتعة بالحكم الذاتي شمال شرق الصومال، توجد في البلدة مدارس ثانوية منها مدرسة بعادوين الثانوية.